# Cloverport
Cloverport är en ort i Breckinridge County, Kentucky, USA. År 2010 hade orten 1 152 invånare. Den har enligt United States Census Bureau en area på 3,99 km², varav 0,15 km² är vatten.